# Плавание на летних Олимпийских играх 1952
Соревнования по плаванию на летних Олимпийских играх 1952 года проводились как среди мужчин, так и среди женщин.

## Общий медальный зачёт
| Место | Страна         | Золото | Серебро | Бронза | Всего |
| ----- | -------------- | ------ | ------- | ------ | ----- |
| 1     | США            | 4      | 2       | 3      | 9     |
| 2     | Венгрия        | 4      | 2       | 1      | 7     |
| 3     | Франция        | 1      | 1       | 1      | 3     |
| 4     | Австралия      | 1      | 0       | 0      | 1     |
| 4     | ЮАС            | 1      | 0       | 0      | 1     |
| 6     | Япония         | 0      | 3       | 0      | 3     |
| 6     | Нидерланды     | 0      | 3       | 0      | 3     |
| 8     | Швеция         | 0      | 0       | 2      | 2     |
| 9     | Бразилия       | 0      | 0       | 1      | 1     |
| 9     | Великобритания | 0      | 0       | 1      | 1     |
| 9     | Новая Зеландия | 0      | 0       | 1      | 1     |
| 9     | Германия       | 0      | 0       | 1      | 1     |

## Медалисты

### Мужчины
| Дисциплина                      | Золото                                                      | Серебро                                                                    | Бронза                                                                |
| ------------------------------- | ----------------------------------------------------------- | -------------------------------------------------------------------------- | --------------------------------------------------------------------- |
| 100 м вольным стилем            | Кларк Скоулз США                                            | Хироси Судзуки Япония                                                      | Йёран Ларссон Швеция                                                  |
| 400 м вольным стилем            | Жан Буатё Франция                                           | Форд Конно США                                                             | Пер-Улоф Эстранд Швеция                                               |
| 1500 м вольным стилем           | Форд Конно США                                              | Сиро Хасидзумэ Япония                                                      | Тэцуо Окамото Бразилия                                                |
| 100 м на спине                  | Йоши Оякава США                                             | Жильбер Бозон Франция                                                      | Джек Тэйлор США                                                       |
| 200 м брассом                   | Джон Дэвис Австралия                                        | Боуэн Стассфорт США                                                        | Херберт Кляйн Германия                                                |
| Эстафета 4×200 м вольным стилем | США · Уэйн Мур · Уильям Вулси · Форд Конно · Джеймс Маклейн | Япония · Хироси Судзуки · Ёсихиро Хамагути · Тору Гото · Тэйдзиро Таникава | Франция · Жозеф Бернардо · Альдо Эминант · Александр Жани · Жан Буатё |

### Женщины
| Дисциплина                      | Золото                                                        | Серебро                                                                                            | Бронза                                                                |
| ------------------------------- | ------------------------------------------------------------- | -------------------------------------------------------------------------------------------------- | --------------------------------------------------------------------- |
| 100 м вольным стилем            | Каталин Сёке Венгрия                                          | Йоханна Термёлен Нидерланды                                                                        | Юдит Темеш Венгрия                                                    |
| 400 м вольным стилем            | Валерия Дьенге Венгрия                                        | Эва Новак Венгрия                                                                                  | Эвелин Кавамото США                                                   |
| 100 м на спине                  | Джоан Харрисон ЮАС                                            | Гертье Вилема Нидерланды                                                                           | Джин Стюарт Новая Зеландия                                            |
| 200 м брассом                   | Эва Секей Венгрия                                             | Эва Новак Венгрия                                                                                  | Элеонор Гордон Великобритания                                         |
| Эстафета 4×100 м вольным стилем | Венгрия · Илона Новак · Юдит Темеш · Эва Новак · Каталин Сёке | Нидерланды · Йоханна Термёлен · Ирма Хейтинг-Схумахер · Мари-Луиза Линнсен-Вассен · Косье ван Ворн | США · Жакелин Лавайн · Мэри Степан · Джоан Олдерсон · Эвелин Кавамото |